# Gogolice (Gryfino)
Pour l’article homonyme, voir Gogolice (Kamień).
Gogolice est une localité polonaise de la gmina mixte de Trzcińsko-Zdrój, située dans le powiat de Gryfino en voïvodie de Poméranie-Occidentale. Elle se situe à environ 33 km au sud de la ville de Gryfino et 50 km au sud de la capitale régionale Szczecin.

## Géographie

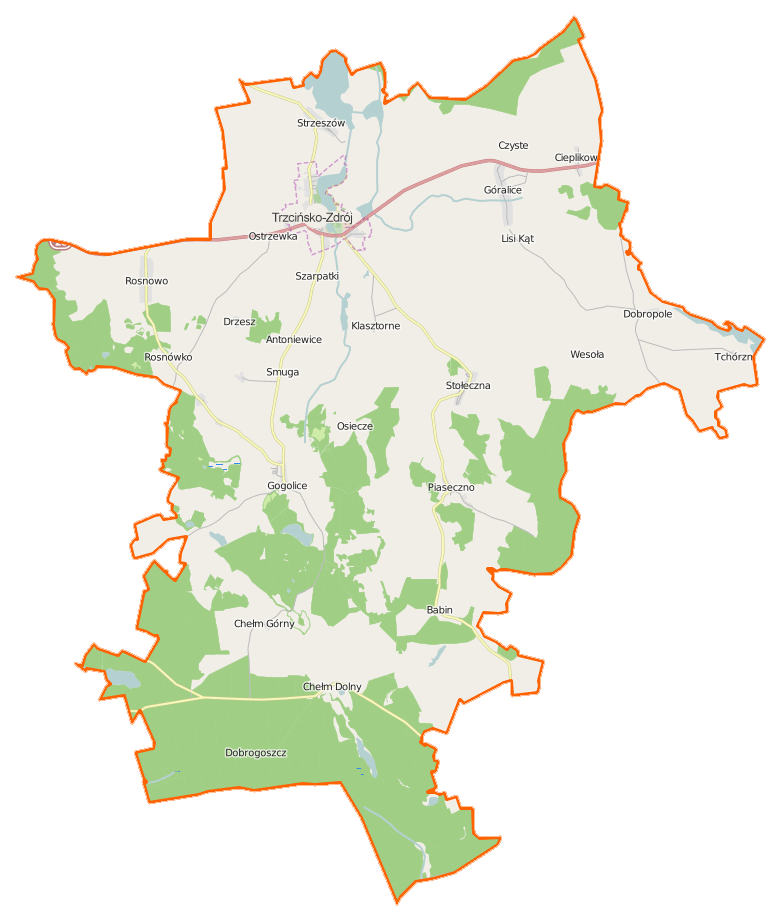
Carte de la gmina de Trzcińsko-Zdrój.